# Larissa Ratouchnaïa
Larissa Ratouchnaïa (russe : Лариса Ратушная ; 9 janvier 1921 – 18 mars 1944) était une partisane soviétique durant la Seconde Guerre mondiale. Elle a reçu à titre posthume le titre d'Héroïne de l'Union soviétique le 8 mai 1965, vingt ans après la fin de la guerre.

## Enfance et éducation
Ratouchnaïa est née le 9 janvier 1921 dans une famille de paysans ukrainien du village de Tyvrob, situé dans l'actuelle Ukraine. Elle devient un membre du Komsomol en 1937, peu de temps avant d'obtenir son diplôme de l'école secondaire en 1938. En 1939, elle entre l'Université d'État de Moscou, mais doit arrêter ses études après l'invasion allemande de l'Union soviétique,.

## Seconde Guerre mondiale
Après avoir arrêté ses études, elle entre en soins infirmiers afin qu'être enrôlée dans la milice locale à la fin de sa formation. Elle est ordonnée aide-soignante de la 8e division de Krasnopresnenskaïa et participe à la bataille de Moscou. En octobre 1941, elle est faite prisonnière par les forces ennemies à Naro-Fominsk, mais réussit à s'échapper vers Vinnytsia. En janvier 1942, elle rejoint l'unité partisane de Vinnytsia sous le commandement de Ivan Bevz. Ratouchnaïa est remarquée pour son talent pour créer de faux documents allemands et sceaux, sauvant de nombreuses vies en fournissant des cartes d'identité aux anciens prisonniers de guerre et aux personnes susceptibles d'être déportées en Allemagne. En raison de sa maîtrise de l'allemand, elle réussit à infiltrer un camp de prisonniers et aide plusieurs d'entre eux à s'échapper.
Ratouchnaïa est de nouveau arrêtée par la Gestapo en juillet 1942, alors qu'elle travaille dans une fabrique de bougies et est envoyée au camp de concentration d'Hnivan, dont elle s'échappe en avril 1943. Après sa seconde évasion, elle recommence ses activités partisanes, travaillant dans un abri de fortune, imprimant des brochures contre les forces de l'Axe et livrant diverses fournitures, dont des armes, des munitions et des médicaments aux autres unités. Le 18 mars 1944, elle est tuée par un espion allemand infiltré dans son unité, qui l'abat de deux balles à bout portant. Elle est enterrée avec tous les honneurs militaires dans le Parc de la Gloire à Vinnytsia, où une flamme éternelle est allumée en sa mémoire. Plus de vingt ans après sa mort, elle reçoit à titre posthume le titre d'Héroïne de l'Union soviétique par décret du Soviet suprême pour ses activités de résistance,.